# Феты
Фе́ты (др.-греч. θέτης), в древних Афинах по реформе Солона четвёртая (после пентакосиомедимнов, всадников, зевгитов), низшая цензовая группа гражданского населения. В неё входили граждане с годовым доходом с земли меньше 200 медимнов (1 медимн — от 41 до 52 л зерна): мелкие землевладельцы, арендаторы, батраки, подёнщики, городская беднота. От налогов феты были освобождены. В армии служили легковооружёнными воинами, матросами, гребцами, несли нестроевую службу. Обладали правом участия в народном собрании и суде присяжных. Политическая и военная роль фетов особенно возросла при Фемистокле, Перикле и Клеоне в связи с дальнейшей демократизацией афинского государственного строя и усилением роли флота. К IV веку до н. э. феты фактически получили доступ к государственным должностям. Термин «феты» ранее, в гомеровскую эпоху (11-9 вв. до н. э.), обозначал обедневшую часть граждан, потерявшую связь с родом и общиной.